# 不再流淚
《不再流淚》是香港歌手陳百強的第二張粵語大碟，收錄了《眼淚為你流》的延續篇——陳百強作曲的《不再流淚》，上一張唱片中的英文歌《First Love》的中文版——《初戀》，香港電台廣播劇《民間故事·柳蔭記》的主題曲——《飛越彩虹》，以及陳百強獻給鐘愛的日本女星山口百惠的歌曲《昨夜夢見你》。時任EMI音樂總監鍾肇峰在此專輯中參與了大部分歌曲的製作。這是陳百強在EMI唱片的最後一張專輯，於1980年3月推出。

## 製作背景
《飛越彩虹》是香港電台廣播劇《民間故事·柳蔭記》主題曲，此廣播劇於1980.05.09首播，由鍾偉明及何楚雲演繹。《柳蔭記》講述的是梁山伯與祝英臺的故事，梁祝二人於柳蔭駐足相遇，相見后情投意合，便一同到嶧山讀書。
陳百強的經理人及唱片監製譚國基在1980年的「唱片騎師周報」中透露了一些制作《飛越彩虹》的故事：
最近，我為他灌錄第二張唱片，這次十二首都是中文歌。僥倖地，亦感謝香港電台陳惠民先生，讓他有機會唱「梁祝」中爆墓的主題曲。
當我與陳先生商量這首主題曲時，他很客氣，他說：「KK你把這首歌放在唱片內，會不會損壞唱片的本來計劃？」
我的回答是，這首歌不單不會損害唱片的計劃，相反謝謝他容許此歌的加入，而令到更多人會喜歡他的歌路。
因為「梁祝」這個故事，有無數的作曲家，及演唱者表演及多次經不同人編曲過，為了這個問題，我與這首歌的作曲者鐘肇峯商量，我要破例的要特別的作風。我又與鄭國江討論，他的意思是不寫「梁祝」兩個人，而以一雙蝴蝶為題。在爆墓後沖上天空，發現天空是如此美麗，反之人間是如此污穢。
經過鐘鄭兩人協助，能夠創出《飛越彩虹》，我深深慶幸在多方面的努力下，可以真正能夠做到破了舊的「梁祝」，好與不好就希望等待各界人士的批評。
譚國基亦在1980年的「唱片騎師周報」中透露了一些制作《不再流淚》的故事：
《不再流淚》是我構思出來，因凡事一定有開始及終結，既然眼淚為你流完之後，可以是雨過天晴，所以，我想起這首《不再流淚》。
這次同樣有電話，由電話聲可以知道，當一個人吵完架后的心情，只有當局者才領會到，就像歌詞內第一句提到，「如今天色已晴」，這次亦同樣由鄭國江構思出來，由鐘肇峯編曲。
陳百強在1980年無線電視「K-100」節目中如此描述《不再流淚》：「這首歌叫《不再流淚》，是《眼淚為你流》的下集大結局。我想這隻歌的時候呢，覺得這樣代表了年青人的性格，因為無論是男孩子還是女孩子，他（她）覺得自己不對，他（她）會打給對方，說一聲Sorry，這樣我想大家就會沒事的啦。」[3]
《昨夜夢見你》據聞原是為參賽而創作的一首英文歌，陳百強的美國朋友覺得填上中文歌詞可能也不錯，陳百強遂向監制提議改為廣東歌。
陳百強後來透露《昨晚夢見你》的歌詞是從他愛發夢的個性去構思，他便據此與鄭國江商討用夢為題材作詞。
鄭國江後來如此透露了一些《昨晚夢見你》的幕後故事：「陳百強對自已的要求及創新方面是很執著的，我記得《昨夜夢見你》這首歌本來都是一路填完歌詞，一路都可以唱的，但是他為了追求新的感覺，將第一段改作獨白的方式，第二段才開始唱。」
1980年9月，陳百強在東京與當紅女星山口百惠見面時向她透露《昨晚夢見你》是一首作給她的歌，當時他的日本朋友在山口百惠面前播了這首歌，山口百惠凝神聽了一下，突然對在現場的陳百強要求：「丹尼，你現在也跟著唱，唱吧。」於是陳百強便情不自禁的大聲跟著唱出最後一段來。唱完后，山口百惠開心的笑著鞠躬說多謝，并在陳百強右臉吻了一吻。陳百強后來回憶說：「我飄然得呆了說不出話來，心裡說這可不是在夢中吧。」
陳百強對《加減乘除》的歌名有這樣的解釋：「四個數學符號的歌名代表了痛苦與快樂的感情。當面對痛苦時，要用什麼方法放開懷抱減除痛苦？而快樂總不嫌多，如何將快樂以倍數的增加？」
在錄音室錄音時，陳百強曾向坐在他身旁的作曲者黃思雯開玩笑，說她作的歌好嗲，他要用嗲的聲線去唱。
同年，陳百強與張國榮和鍾保羅合作演出電影《喝采》。電影較遲公映，此專輯裡不少歌曲便成了該電影的插曲，包括《初戀》和《飛出彩虹（音樂）》。1981年，陳百強於無線電視的青春偶像劇《突破》任主角，專輯裡的《昨夜夢見你》是劇中一首插曲。
十二首歌中有四首是由陳百強作曲，如主打歌《不再流淚》。歌曲開首用了一把女聲讀白, 是當年港台DJ譚偉華演釋的，可見陳比起其他八十年代的歌手更能為時代曲添上新鮮感覺。上一張專輯的英文歌《First Love》由鄭國江填上中文歌詞，成為了此諜內的《初戀》，中文新詞更能表達青少年對初戀的那份憧憬與情懷。其餘兩首由陳作曲的是《昨夜夢見你》和《眼淚為你流（Instrumental）》。
此唱片推出時特別附送了彩虹貼紙。

## 迴響
林姍姍在「陳百強88存真演唱會」上透露了她對《初戀》的欣賞：「我喜歡Danny的時候是我中學的時代，我記得當時我最喜歡的就是他的一首歌，歌名叫《初戀》。」
林家謙在2021年接受「東網」訪問被問及他最喜歡的金曲時曾如此回答：「我心目中的number one金曲是陳百強的《初戀》，第一是聽完有初戀的感覺，第二是它的旋律真的寫得很好，因為它牽涉了兩個key，轉key亦轉得很美，我記得是由D key轉到F key，再轉回去D key。」

## 衍伸
1980年，此唱片封套上所穿的溜冰鞋引起青少年的注意，並向唱片公司提出舉辦溜冰競賽的要求，唱片公司便于1980.07.26在荔園溜冰場舉辦「滾軸鞋溜冰大賽」初賽，超逾一百對青年男女參予競賽，決賽則于08.02至08.03在Another World Disco舉行，陳百強和譚偉華是賽事評委之一。
1980年，陳百強主演的電影《喝采》採用了《初戀》作為插曲。
1981年，羅文推出歌曲《紅棉》。羅文相當欣賞《飛越彩虹》，故而邀請了鍾肇峰據此曲創作了《紅棉》。
1981年，陳百強在無線電視劇《突破》中以吉他伴奏清唱了《昨夜夢見你》。
2024年8月7日，商業電台65周年台慶廣播劇《微涼之夏》使用了本專輯的〈不再流淚〉作為第3集主題曲。

## 曲目
| 曲序     | 曲目                                                |          | 作曲     | 编曲     | 备注                                                   | 时长  |
| -------- | --------------------------------------------------- | -------- | -------- | -------- | ------------------------------------------------------ | ----- |
| 1.       | 不再流淚                                            | 鄭國江   | 陳百強   | 鍾肇峰   | 第二主打 女聲：譚偉華                                  | 4:15  |
| 2.       | 昨夜夢見你                                          | 鄭國江   | 陳百強   | 鍾肇峰   |                                                        | 3:42  |
| 3.       | 熱舞太奇妙                                          | 鄭國江   | 梁兆基   | 梁兆基   |                                                        | 3:02  |
| 4.       | 我心裡在唱                                          | 湯正川   | 鍾肇峰   | 鍾肇峰   |                                                        | 2:23  |
| 5.       | 初戀                                                | 鄭國江   | 陳百強   | 顧嘉煇   | 原曲為《First Love》，收錄於陳百強的《First Love》專輯 | 3:38  |
| 6.       | 眼淚為你流 (音樂)                                   | —        | 陳百強   | 鍾肇峰   |                                                        | 3:33  |
| 7.       | 飛越彩虹（香港電台廣播劇《民間故事·柳蔭記》主題曲） | 鄭國江   | 鍾肇峰   | 鍾肇峰   | 第一主打 广播剧《民間故事·柳蔭記》于1980.05.09首播     | 3:39  |
| 8.       | 傷得幾多次                                          | 鄭國江   | 陳德堅   | 鍾肇峰   |                                                        | 4:32  |
| 9.       | 何必相識                                            | 鄭國江   | 陳德堅   | 梁兆基   |                                                        | 3:42  |
| 10.      | 加減乘除                                            | 鄭國江   | 黃思雯   | 鍾肇峰   |                                                        | 3:55  |
| 11.      | 前路點走過                                          | 鄭國江   | 梁兆基   | 梁兆基   |                                                        | 3:14  |
| 12.      | 飛越彩虹 (音樂)                                     | —        | 鍾肇峰   | 鍾肇峰   |                                                        | 1:57  |
| 总时长： | 总时长：                                            | 总时长： | 总时长： | 总时长： | 总时长：                                               | 41:32 |

## 製作人員
- 監制：譚國基、方永豐
- 錄音：王紀華、陳傳謙、韋翰文
- 混音：王紀華
- 錄音室：EMI Studio
- 小提琴：劉錦龍
- 鋼琴：鐘肇峰
- 弦樂隊協奏領導：孫慧琴
- 攝影：Jackie Tam
- 封面設計：譚國基、DHL Graphic Design

## 派台成績
| 歌曲     | 港台 中文歌曲龍虎榜 |
| -------- | ------------------- |
| 飛越彩虹 | 1(2周)▲             |
| 不再流淚 | 1                   |

▲1980年第21及第22周

## 獎項
- 1980年度中文歌曲擂台獎頒獎禮

- 「中文歌曲擂台獎」：《不再流淚》專輯